# Asesinato de Elizabeth Roberts
Elizabeth Ann Roberts (Hood River, Oregón; 3 de noviembre de 1959 - Everett, Washington; 9 de agosto de 1977) fue una víctima de homicidio estadounidense hallada cerca de Everett (Washington), en agosto de 1977, que permaneció sin identificar durante 43 años, hasta el 16 de junio de 2020. Había sido recogida por un conductor mientras hacía autostop y asesinada tras negarse a mantener relaciones sexuales. Su agresor la había estrangulado con una cuerda y luego le había disparado en la cabeza hasta vaciar el cargador, lo que complicó su identificación. Roberts era una adolescente fugitiva que había abandonado su casa de Oregón en julio de 1977, menos de un mes antes de su asesinato. 
El detective Jim Scharf, que comenzó a investigar el caso en 2008, le puso el apodo de Precious Jane Doe, y se le citó diciendo: "Esta joven era preciosa para mí porque su decisión moral de educarse correctamente le costó la vida [...] Sabía que también tenía que ser preciosa para su familia, así que tenía que encontrarla. Teníamos que devolverle su nombre y sus restos a su familia". Roberts tenía 17 años en el momento de su asesinato, aunque las primeras estimaciones policiales sobre su edad eran mucho mayores. Su cuerpo fue encontrado por unos recolectores de moras, y el forense determinó que llevaba muerta aproximadamente cinco días antes de ser descubierta. Estaba completamente vestida, con una camiseta de tirantes de color pastel y pantalones vaqueros cortos. Como su identidad era desconocida, el caso quedó relegado a la categoría sin resolver. En 2020, se realizaron pruebas genéticas con muestras de pelo para localizar a su familia biológica, lo que condujo a su familia adoptiva.

## Antecedentes
Elizabeth "Lisa" Ann Roberts, cuyo nombre de nacimiento era Elizabeth Ann Elder, nació el 3 de noviembre de 1959, hija de Mary Guignard y su esposo Stanley Elder en Hood River (Oregón), y más tarde fue adoptada por Troy y Dolly Roberts de Roseburg (Oregón), a los dos años de edad. Fue dada en adopción tras el divorcio de sus padres biológicos, y su madre se volvió a casar y dio a luz a dos medio hermanos de Roberts, Ken Christensen y Carol Holen. Roberts tenía dos hermanas adoptivas, Tonya Roberts y Lynn Roberts. Tonya, que tenía 10 años cuando Elizabeth desapareció, describió su relación como "admiraba a Lisa como mi hermana mayor, que pasaba tiempo conmigo y jugaba conmigo abajo [...] teníamos un vínculo muy fuerte porque las dos éramos adoptadas". Roberts creció en Roseburg, y asistió al instituto Roseburg High School. Tenía gran interés por la música y tocaba la flauta en la banda de su escuela.

### Desaparición
Roberts se fugó de casa con 17 años y 8 meses, en el verano de 1977, tras un desacuerdo con sus padres por una bolsa de marihuana confiscada. Se rumoreó que el desacuerdo se debía a que había descubierto que era adoptada, lo que fue refutado cuando su padre declaró que ella ya era consciente de su adopción. Su padre denunció su fuga al Departamento de Policía de Roseburg el 25 de julio de 1977. Roberts llamó a casa más de una semana después de marcharse, llamando a su madre desde un teléfono público de Everett (Washington), pidiendo a sus padres que le enviaran dinero. Se envió un cheque a una sucursal del Seafirst Bank, que nunca fue cobrado. Los padres de Roberts le pidieron que volviera a casa y ella respondió que se lo pensaría.

## Muerte
Roberts fue vista por última vez quince días después de abandonar su casa, el 9 de agosto de 1977. Varias personas la vieron mientras caminaba haciendo autoestop hacia el sur por la autopista Bothell-Everett, cerca de Silver Lake. Roberts fue recogida por David Martin Roth, de 20 años, en su Chevy Nova, que se dirigía hacia el lago antes de encontrarse con Roberts. Roth compartió una cerveza con ella y condujo hasta un lugar escondido cerca del instituto Mariner. Roth le propuso mantener relaciones sexuales, a lo que ella se negó diciendo que quería irse a casa. Roth le ofreció una pluma de pavo real y luego la estranguló con una cuerda elástica. A continuación, Roth arrastró el cadáver hasta unos arbustos, donde le vació las siete balas del cargador de su rifle del calibre 22 en la cabeza, desfigurándole la cara.
El cuerpo de Roberts fue encontrado por unos recolectores de moras el 14 de agosto de 1977, entre las zarzas al borde de la carretera en la zona no incorporada del sur de Everett. Llevaba muerta 5 días en verano, y los niveles de descomposición dificultaron aún más su identificación. Los investigadores determinaron que la víctima medía 1,70 m, pesaba 75 kg y tenía el pelo castaño rojizo claro. No llevaba identificación, bolso ni carné de conducir, y vestía una camiseta de tirantes de color pastel con rayas azules, verdes y rosas, pantalones vaqueros cortos, zapatillas de tenis azules y blancas de la marca Mr. Sneaker de la talla 39, un reloj Timex con esfera amarilla y correa de cuero que llevaba en la muñeca izquierda. En los bolsillos de sus pantalones había 17 céntimos, un paquete abierto de cigarrillos Marlboro y una bolsa de plástico vacía.

## Autoría
El 13 de agosto de 1977, cuatro días después de su asesinato, David Roth fue detenido después de que la policía recibiera una llamada sobre un hombre que agitaba un rifle en un parque a las afueras de Gold Bar. De camino al lugar de los hechos, el agente Fred Vanderpool detuvo a Roth por una infracción de tráfico en la U.S. Route 2, cuyo Chevy Nova olía a cannabis. El contenido del Chevy Nova incluía cargadores con 59 cartuchos, varias bolsas de cannabis, un manojo de plumas de pavo real y un rifle Marlin calibre 22 cargado. Roth fue detenido brevemente acusado de tenencia de armas y puesto en libertad el 15 de agosto. Para entonces, el cuerpo de Roberts aún no había sido relacionado con Roth.
El mismo día en que fue liberado, Roth le confió a un amigo que había matado a una autoestopista. Este amigo llamó entonces a la policía el 29 de agosto, que comenzó a construir un caso contra Roth. Roth fue detenido en un apartamento de Port Orchard el 18 de enero de 1979. Fue juzgado y declarado culpable de asesinato en primer grado el 9 de noviembre de 1979, y condenado a 26 años de prisión. Fue puesto en libertad en 2005, tras cumplir toda su condena. Roth regresó a Everett y, en 2008, los investigadores de casos sin resolver le pidieron ayuda para identificar a la chica que había matado en 1977. Roth accedió a colaborar en la investigación, pero siguió afirmando que no le había preguntado su nombre, que era la práctica habitual en los casos de autoestopistas. Roth expresó su pesar por la muerte de la joven y afirmó: "Siempre me he preguntado cómo aliviar el dolor de alguien. No sé qué se le puede decir realmente a alguien al que le has matado a su ser querido [...] Creo que intentaría convencerle de que ya no soy la persona que lo hizo y de que he aprendido a valorar la vida". También expresó su deseo de expiar adecuadamente el daño causado a su familia. Roth murió de cáncer el 9 de agosto de 2015, 5 años antes de que Roberts fuera identificada.
Roth era el hermano menor del asesino convicto Randy Roth, que mató a su cuarta esposa en 1991 y también es sospechoso de matar a su segunda esposa en 1981.

## Investigación

### Primeros movimientos
Incluso después de confesar su asesinato, Roth siguió afirmando que desconocía el nombre de su víctima. Cuando se descubrió el cadáver, con un intervalo post mortem de 5 días, se había descompuesto lo suficiente como para dificultar su identificación. Inicialmente, se pensó que los restos eran de una mujer de entre 25 y 35 años, debido a la complexión alta y larguirucha de la víctima. El detective John Hinds dibujó un retrato robot del aspecto que, en su opinión, habría tenido la desconocida cuando estaba viva. El boceto se distribuyó a los periódicos, pero no se generaron pistas viables, debido en parte a que la edad estimada era mucho mayor que la edad real de Roberts.
Mientras tanto, Elizabeth Ann Roberts había sido dada por desaparecida por sus padres y clasificada como fugitiva. Sin embargo, hasta la entrada en vigor de la Ley de Asistencia a Menores Desaparecidos en 1983, los listados de personas desaparecidas de fugitivos en Estados Unidos se eliminaban del sistema del Centro Nacional de Información sobre Delitos una vez que la persona incluida en el listado alcanzaba la mayoría de edad, puesto que ya no se consideraba una persona dependiente en peligro. Cuatro meses después de que se denunciara la desaparición de Roberts, al cumplir los 18 años, se borró su nombre del sistema. Si no se hubiera eliminado su nombre del sistema, se cree que Roberts habría sido identificada mucho antes. Una vez transcurrido el tiempo suficiente sin pistas para su identificación, la desconocida fue enterrada en el cementerio Cypress Lawn de Everett, en un lote para indigentes.

### Continuación
Los esfuerzos por identificar a la desconocida se reanudaron en 2008, después de que The Doe Network investigara el caso. El detective Jim Scharf se hizo cargo del caso. Los restos de la víctima fueron exhumados en 2008 para realizar pruebas y fueron examinados por Kathy Taylor, antropóloga forense del condado de King. Un examen más detallado de los restos reveló que la víctima era más probablemente una adolescente, de entre 16 y 19 años. Debido a esto, el Centro Nacional para Menores Desaparecidos y Explotados comenzó a ayudar con el caso. En 2016, la artista forense Natalie Murry proporcionó un retrato robot actualizado.
Un laboratorio de la Universidad de Texas extrajo un perfil genético parcial de un fémur. Sin embargo, este perfil no recibió ninguna coincidencia en el Sistema de Índice Combinado de ADN. Los huesos de la víctima habían sido hervidos en algún momento en el pasado, lo que dañó significativamente el ADN y dificultó enormemente la extracción de un perfil genético completo. Desde 2017, otros cuatro intentos fallidos han sido realizados por diferentes laboratorios para capturar un perfil genético completo utilizando los huesos de la víctima.

## Identificación
Roberts fue identificada el 16 de junio de 2020. La identificación fue realizada por un equipo de 16 genealogistas que trabajaban en el caso pro bono. El detective Scharf, que seguía siendo el detective principal del caso, llevaba 12 años en él cuando se realizó la identificación. Jane Jorgensen, principal investigadora médica forense del condado de Snohomish, llevaba tres años trabajando en el caso cuando se realizó la identificación. La identificación positiva de Roberts fue anunciada al público el 25 de junio de 2020 por el Dr. Matt Lacy, médico forense jefe de Snohomish. Su caso es el caso más antiguo de restos no identificados en el condado de Snohomish que se ha resuelto con pruebas forenses genéticas.
El caso de Roberts destaca por ser uno de los primeros casos sin resolver del mundo en los que se utilizó ADN extraído de cabellos sin raíz. Debido a que el ADN de los huesos de Roberts estaba demasiado deteriorado para extraer con éxito un perfil completo, el perfil se completó utilizando los nuevos avances en secuenciación de cabello sin raíz, métodos de los que fue pionero el experto en paleogenómica Richard "Ed" Green de la Universidad de California en Santa Cruz. El cabello utilizado para identificar a Roberts se recuperó de mechones que habían quedado en prendas suyas que se habían guardado en un armario de pruebas. Al no haber sido enterrado nunca, el ADN del cabello era de relativa buena calidad. Green consiguió obtener el perfil genético de Roberts mediante un algoritmo que pasó dos años perfeccionando.
El equipo que identificó a Roberts estaba dirigido por Barbara Rae-Venter y su Firebird Forensic Group, que utilizaron sitios web públicos de genealogía genética. Al hacerse cargo del caso, Rae-Venter declaró que no había ADN útil en las muestras anteriores de los restos. Una vez extraído suficiente ADN del cabello, Rae-Venter y su equipo recurrieron a sitios web públicos de genealogía para buscar coincidencias que pudieran demostrar un parentesco y, a partir de ahí, conducir a la identidad de la desconocida.
Tras la identificación, los restos de Roberts fueron exhumados de nuevo y enviados a Hood River (Oregón), para un funeral y entierro en una parcela familiar del cementerio de Pine Grove.